# Grand Prix Raymond Impanis
Le Grand Prix Raymond Impanis est une ancienne course cycliste belge disputée dans la Région flamande entre Kampenhout et  Saint-Nicolas. Créé en 1982, il a eu lieu annuellement jusqu'en 1994. Il rendait hommage à Raymond Impanis, coureur belge né à Kampenhout. En 2011, la course renaît sous le nom de Grand Prix Impanis-Van Petegem. 

## Palmarès
| Année | Vainqueur         | Deuxième           | Troisième          |
| 1982  | Willem Peeters    | Guido Van Sweevelt | Aad van den Hoek   |
| 1983  | Ludo Peeters      | Henri Manders      | Patrick Versluys   |
| 1984  | Ad Wijnands       | Teun van Vliet     | Etienne De Wilde   |
| 1985  | Jelle Nijdam      | Jos Lieckens       | Dirk Demol         |
| 1986  | Allan Peiper      | Willem Wijnant     | Yves Godimus       |
| 1987  | Paul Haghedooren  | Ludo Giesberts     | Geert Wandewalle   |
| 1988  | Stephen Hodge     | Johan Museeuw      | Stefan Rakers      |
| 1989  | Eric Vanderaerden | Etienne De Wilde   | Carlo Bomans       |
| 1990  | Wiebren Veenstra  | Uwe Raab           | Steve Bauer        |
| 1991  | Wiebren Veenstra  | Johan Capiot       | Michel Cornelisse  |
| 1992  | Louis de Koning   | Herman Frison      | Danny Van Looy     |
| 1993  | Phil Anderson     | Viatcheslav Ekimov | Rob Harmeling      |
| 1994  | Carlo Bomans      | Johan Museeuw      | Adrie van der Poel |